# Efecto Cher
El «Efecto Cher» (también conocido como «Vococher») se refiere a la corrección digital aplicada a la voz humana en grabaciones musicales, que produce una voz semi-artificial con efectos de sonidos distintivos. Este efecto actúa sobre las variaciones naturales de la voz, como la modulación, la fluctuación y los formantes, logrando un sonido comparable al de un vocoder, pero más cercano a una voz humana natural. Se utiliza para mejorar la voz o para modificar su tono, ya sea haciéndola más aguda o más grave.
Esta técnica ganó popularidad en 1998 cuando Cher lanzó su exitoso tema «Believe», que empleaba masivamente el uso de vocoders. Desde entonces, se ha convertido en un efecto muy utilizado en discotecas y en la música popular.

## Usos del efecto
El dúo francés Daft Punk ha utilizado este efecto de manera intensiva en sus últimas producciones, junto con vocoders y cajas de voz.
El «efecto Cher» también se utilizó en la serie de comedia Los Simpson, en el capítulo «New Kids on the Blecch». En este episodio, Bart forma una banda llamada Panda Tope o La Banda de Luxo, y en la canción «Drop Da Bomb», el efecto se nota claramente en el coro con la frase «Yvan Eht Nioj» (en su doblaje al español, «Aniram al ne etatsila»). Además, en la serie How I Met Your Mother, en el segundo capítulo de la sexta temporada, se emplea el efecto cuando James y su padre Sam cantan «Stand by Me», y Barney aparece con un aparato que lo genera instantáneamente.